# Глетт
Глетт (нім. Glött) — громада в Німеччині, знаходиться в землі Баварія. Підпорядковується адміністративному округу Швабія. Входить до складу району Діллінген. Складова частина об'єднання громад Гольцгайм.
Площа — 10,99 км2. Населення становить 1118 ос. (станом на 31 грудня 2020).